# R.E.M.
Vous lisez un « bon article » labellisé en 2008.
Pour les articles homonymes, voir REM.
R.E.M. (ou Rapid Eye Movement) est un groupe de rock américain, originaire d'Athens, dans l'État de Géorgie. Il est formé en 1979 par Michael Stipe (chant), Peter Buck (guitare), Mike Mills (basse) et Bill Berry (batterie). Ce fut l'un des premiers groupes de rock alternatif populaires, attirant très tôt l'attention grâce au jeu de guitare en arpèges de Buck et aux paroles énigmatiques de Stipe.
R.E.M. sort son premier single, Radio Free Europe, suivi du EP Chronic Town en 1981. Le groupe sort un premier album encensé par la critique, Murmur, en 1983, et bâtit sa réputation durant les années suivantes à travers plusieurs albums, des tournées incessantes et le soutien des radios étudiantes. Après plusieurs années de succès underground, R.E.M. touche le grand public avec le titre The One I Love en 1987. Le groupe signe alors avec Warner Bros. Records en 1988, et commence à s'engager sur le plan politique et environnemental, tout en se produisant dans des salles de plus en plus importantes dans le monde entier.
Au début des années 1990, quand le rock alternatif commence à connaître un plus large succès, R.E.M. est perçu comme un groupe pionnier du genre et publie alors les albums qui sont leurs deux plus gros succès commerciaux : Out of Time en 1991 et Automatic for the People en 1992, qui se démarquent du son originel du groupe. En 1994, l'album Monster marque un retour à un son rock. Le groupe entame sa première tournée depuis six ans pour promouvoir l'album.
En 1997, R.E.M. prolonge son contrat avec Warner Bros. pour 80 millions de dollars, le plus gros contrat de l'industrie du disque à l'époque. L'année suivante, Bill Berry se sépare du groupe à l'amiable et Buck, Mills, et Stipe poursuivent en trio. Avec quelques changements sur le plan musical, le groupe continue sa carrière durant la décennie suivante avec un certain succès commercial. Le 16 septembre 2007, le groupe est intronisé au Rock and Roll Hall of Fame, puis se sépare le 21 septembre 2011 en publiant un message sur son site officiel dans lequel il remercie chaleureusement ses fans. Aucune raison n'est évoquée concernant la décision de cette séparation. Au total, les ventes du groupe sont estimées à 85 millions d'albums.

## Biographie

### Formation (1979-1981)
À l'automne 1979, Michael Stipe rencontre Peter Buck dans le magasin de disques d'Athens où ce dernier travaille. Tous deux découvrent qu'ils partagent des goûts similaires en musique, particulièrement le punk et les artistes protopunk comme Patti Smith, Television et The Velvet Underground. Stipe déclare : « Il s'est avéré que j'achetais tous les disques que Buck se mettait de côté. » Stipe et Buck rencontrent peu après deux étudiants de l'Université de Georgie, Mike Mills et Bill Berry, qui jouaient de la musique ensemble depuis l'école secondaire. Le quatuor décide de collaborer sur quelques chansons ; Stipe déclara plus tard qu' « il n'y avait pas de grand plan derrière tout ça ». Le groupe, sans nom jusque-là, passe plusieurs mois à répéter et donne son premier concert le 5 avril 1980 lors de la fête anniversaire d'un ami qui se tient dans une ancienne église épiscopale. Après avoir envisagé des noms comme Twisted Kites, Cans of Piss et Negro Wives, le groupe se fixe sur « R.E.M. » que Stipe choisit au hasard dans un dictionnaire.
Les membres du groupe abandonnent alors l'école pour se concentrer sur l'avenir du groupe. Ils trouvent un manager en la personne de Jefferson Holt, un disquaire qui avait été tant impressionné par leur concert dans sa ville de Chapel Hill, Caroline du Nord, qu'il déménagea à Athens. Le succès de R.E.M. est quasiment immédiat à Athens et dans les régions voisines. Le groupe attire des foules de plus en plus importantes à ses concerts, ce qui provoque quelques ressentiments à l'intérieur de la scène musicale d'Athens. Dans l'année et demie qui suit, R.E.M. tourne à travers tout le Sud des États-Unis. Tourner n'était pas simple puisqu'aucun circuit n'existait alors pour les groupes de rock alternatifs. Le groupe devait circuler dans un vieux van bleu conduit par Holt, et les membres du groupe devaient survivre avec deux dollars par jour pour la nourriture. À propos du van, une amie du groupe, Jane Pratt précise : « Il n'y avait pas de siège derrière et ils y mettaient tout leur équipement. Quand ils pouvaient trouver un hôtel, trois d'entre eux occupaient une chambre et deux allaient dans une autre, mais ils devaient constamment se relayer pour qu'une personne dorme dans le van. » « Quand vous vivez dans un van ensemble pendant cinq ans, vous devenez vraiment très proches », ironisait Berry.
« C'était tout ou rien chaque soir » se rappelle Stipe en 1998. « C'était tout ou rien à chaque chanson. Chaque fois que tu ouvrais la bouche, ça devait être tout ce que tu pouvais donner. » Berry ajoute : « Nous n'essayions pas vraiment de devenir importants ou largement populaires, mais nous voulions avoir du plaisir et peut-être ne pas avoir de regrets plus tard dans nos vies. »
Pendant l'été 1981, R.E.M. enregistre son premier single, Radio Free Europe, dans le studio du producteur Mitch Easter (Drive-In Studios) à Winston-Salem, Caroline du Nord. Le single sort sur le label indépendant local Hib-Tone avec un pressage initial de cent exemplaires, qui sont très vite épuisés. Malgré son tirage limité, le single reçoit de très bonnes critiques ; il est cité parmi les dix meilleurs singles de l'année par le New York Times, et le Village Voice le nomme « single de l'année » dans son sondage des critiques de Pazz & Jop de 1981.

### I.R.S. Records et succès culte (1982-1986)
R.E.M. enregistre l'EP Chronic Town avec Mitch Easter en octobre 1981, la deuxième réalisation du groupe prévu pour le label Hib-Tone. Cependant, une démo de la première session d'enregistrement avec Easter circulait déjà depuis des mois et I.R.S. Records en eut une copie. Le groupe refuse les propositions du label RCA Records en faveur d'I.R.S., avec qui ils signent un contrat en mai 1982. I.R.S. sort Chronic Town en août de cette même année comme étant sa première réalisation américaine. Une chronique positive de l'EP paraît dans le NME, dans laquelle est louée l'aura de mystère des chansons et qui se termine par « R.E.M. sonne juste et c'est agréable d'entendre quelque chose qui sonne si naturel et si futé que ça ».
Initialement, I.R.S. associe R.E.M. avec le producteur Stephen Hague pour enregistrer le premier album. L'insistance de Hague sur la perfection technique ne satisfait pas le groupe et les membres du groupe demandent à leur label de les laisser enregistrer avec Easter. I.R.S. accepte une session d'essai, autorisant le groupe à retourner en Caroline du Nord et enregistre la chanson Pilgrimage avec Easter et son partenaire Don Dixon. Après avoir entendu la chanson, I.R.S. permet au groupe d'enregistrer l'album avec Dixon et Easter. À cause de la mauvaise expérience avec Hague, le groupe enregistre l'album dans un contexte de négation, refusant d'incorporer les clichés de la musique rock tels que les solos de guitare ou les synthétiseurs, alors très populaires, de manière à donner une impression intemporelle à leur musique. L'album qui ressort de ces sessions, Murmur, est chaleureusement accueilli par la critique dès sa sortie en 1983, le magazine américain Rolling Stone en faisant son album de l'année. L'album atteint la 36e place du classement des albums du magazine Billboard. Une nouvelle version de Radio Free Europe devient le premier single tiré de l'album et se classe à la 78e place du classement des singles du même magazine en 1983. Malgré les louanges célébrant l'album, Murmur ne se vend qu'à 200 000 exemplaires, ce qui était moins que ce qu'espérait Jay Boberg d'I.R.S.
R.E.M. fait sa première apparition à la télévision nationale dans l'émission Late Night with David Letterman en octobre 1983, pendant laquelle le groupe joue une nouvelle chanson alors sans titre. Ce morceau, en fait intitulé So. Central Rain (I'm Sorry), devient le premier single du deuxième album du groupe, Reckoning (1984), également enregistré avec Easter et Dixon. L'album rencontre le même succès critique : Mat Snow du NME écrit que Reckoning « confirme R.E.M. comme l'un des plus merveilleux et excitants groupes de la planète ». À la fin de l'année 1983, le groupe démarre sa première tournée en Europe. Alors que Reckoning atteint la 27e place des classements d'albums américains – une place inhabituellement élevée pour un groupe de college rock à cette époque –, les rares diffusions et la pauvre distribution hors des États-Unis conduisent l'album à ne pas dépasser la 91e place en Grande-Bretagne.
Le troisième album du groupe, Fables of the Reconstruction (1985), montre un changement de direction musicale. À la place de Dixon et Easter, R.E.M. choisit le producteur Joe Boyd, qui a travaillé avec Fairport Convention et Nick Drake, pour enregistrer l'album en Angleterre. Les membres du groupe trouvent les sessions étonnamment difficiles et sont désolés par la météo froide et hivernale ainsi que par la mauvaise qualité de la nourriture. La situation amène le groupe au bord de la séparation. L'environnement sombre des sessions finit par donner le ton à l'album lui-même. Au niveau des textes, Stipe commence à raconter des histoires dans la tradition de la mythologie sudiste, indiquant dans une interview en 1985 qu'il était inspiré par « l'idée d'un vieil homme assis près du feu et transmettant... des légendes et des fables à ses petits-enfants ». Fables of the Reconstruction devient la plus grosse vente du label I.R.S. jusqu'alors en Amérique. Cependant, l'album se vend peu en Europe et son accueil critique est mitigé, certains le considérant comme triste et mal enregistré. Comme pour les albums précédents, les singles extraits de l'album sont largement ignorés par les grandes radios. Parallèlement, I.R.S. commence à être frustré par la réticence du groupe à rencontrer un plus grand succès.
Pour son quatrième album, R.E.M. engage le producteur de John Mellencamp, Don Gehman. Le résultat, Lifes Rich Pageant (1986), est plus accessible aux auditeurs autres que ceux des college radios, avec les paroles de Stipe mises plus en avant. Dans une interview de 1986 au Chicago Tribune, Peter Buck raconte : « Michael devient meilleur dans ce qu'il fait, et il a plus confiance en lui. Et je pense que ça se voit dans la projection de sa voix. » L'album se vend nettement plus que Fables of the Reconstruction et atteint la 21e place du classement des ventes d'albums du Billboard. Le single Fall on Me obtient aussi le support des radios commerciales. C'est le premier album du groupe à être certifié disque d'or aux États-Unis pour s'être vendu à au moins 500 000 exemplaires. Bien que les radios étudiantes américaines demeurent le principal soutien de R.E.M., le groupe commence à placer des succès dans les classements plus populaires, néanmoins leur musique rencontre toujours une certaine réticence de la part des radios du top 40. À la suite du succès de Lifes Rich Pageant, I.R.S. sort Dead Letter Office, une compilation de titres issus des sessions d'enregistrement des albums précédents, certains déjà sortis en face-B, et des inédits. Peu après, I.R.S. compile les clips vidéos de R.E.M. (sauf Wolves, Lower) pour la première réalisation vidéo du groupe, Succumbs.

### En route pour la gloire (1987-1993)
Don Gehman était incapable de produire le cinquième album de R.E.M. mais suggère au groupe de travailler avec Scott Litt. Litt deviendra le producteur des cinq albums suivants du groupe. Document (1987) contient les textes les plus ouvertement politiques de Stipe, en particulier Welcome to the Occupation et Exhuming McCarthy, qui sont des réactions à l'environnement politique conservateur des années 1980 sous la présidence de Ronald Reagan. Jon Pareles du New York Times écrit dans sa chronique de l'album : « Document est à la fois rassurant et provocateur ; si R.E.M. s'apprête à évoluer du statut de groupe culte à celui de groupe populaire, l'album décrète que le groupe le fera à sa manière. » Document est l'album qui permet la percée de R.E.M et le premier single The One I Love se classe parmi les 20 premiers aux États-Unis, au Royaume-Uni et au Canada. En janvier 1988, Document devient le premier album du groupe à se vendre à plus d'un million d'exemplaires. Preuve de la percée du groupe, la couverture de Rolling Stone de décembre 1987 déclare R.E.M. « meilleur groupe de rock'n'roll américain ».
Frustré que ses albums soient mal distribués en dehors des États-Unis, R.E.M. quitte I.R.S. quand son contrat vient à terme et signe avec la major Warner Bros. Records. En 1988, I.R.S. sort la compilation Eponymous, qui inclut la plupart des singles du groupe et quelques raretés. Le premier album pour Warner, Green (1988), est enregistré à Nashville, Tennessee et montre le groupe expérimentant avec les sons. Les titres sont variés, du premier single enjoué, Stand (un gros succès aux États-Unis) aux plus politiques, le très rock Orange Crush ou, plus calme, World Leader Pretend, évoquant la guerre du Viêt Nam pour la première et la Guerre froide pour la seconde. Green s'est vendu à quatre millions d'exemplaires dans le monde. Pour promouvoir l'album, le groupe se lance dans sa plus grosse et plus techniquement complexe tournée jusqu'alors, incluant des projections de diapositives et de films sur scène. À la fin de la tournée Green, les membres du groupe décident de manière non officielle de prendre une année sabbatique, le premier long break dans la carrière du groupe.
R.E.M. se retrouve au milieu de l'année 1990 pour enregistrer son septième album, Out of Time. Contrairement aux albums précédents, le groupe compose la plupart des musiques sur des instruments peu conformes à l'instrumentation rock classique dont mandoline, orgue et guitare acoustique. Sorti en mars 1991, Out of Time est le premier album du groupe à se hisser au sommet des classements américains et anglais. Le disque se vend à 4,2 millions d'exemplaires rien qu'aux États-Unis et près de 12 millions dans le monde pour l'année 1996. Le premier single Losing My Religion devient un tube mondial qui passe énormément sur les ondes, de même que le clip sur MTV ou M6 et au Top 50 en France. Losing My Religion reste la meilleure vente de single de R.E.M. aux États-Unis, se classant no 4 dans le classement du Billboard. « Il y a eu peu de changement dans notre manière de vivre au cours de notre carrière parce que celle-ci a été très progressive », déclara Mills quelques années après. « Si vous voulez parler de changement de vie, je pense que 'Losing My Religion' a été ce qui s'en est approché le plus. » Le second single de l'album, Shiny Happy People (une des trois chansons sur lesquelles figure Kate Pierson du groupe d'Athens The B-52's au chant), fut aussi un gros tube, atteignant la dixième place aux États-Unis et la sixième au Royaume-Uni. Out of Time offre à R.E.M. sept nominations lors des Grammy Awards de 1992, le plus grand nombre de nominations pour un seul artiste cette année-là. Le groupe en remporte trois : un pour le « meilleur album de musique alternative » et deux pour Losing My Religion, « meilleur clip vidéo » et « meilleure performance pop par un duo ou un groupe avec chant ». R.E.M. ne tourne pas pour promouvoir Out of Time; à la place, ils jouent quelques concerts ponctuels, y compris un show acoustique pour la série d'émissions MTV Unplugged.
Après plusieurs mois de pause, R.E.M. retourne en studio en 1991 pour enregistrer l'album suivant. Fin 1992, le groupe publie Automatic for the People. Bien qu'à l'origine le groupe envisageait de faire un album plus rock que le doux Out of Time, le sombre Automatic for the People « semble aller vers une encore plus tortueuse introspection », d'après le Melody Maker. L'album évoque les thèmes de la mort et du deuil inspiré par « ce sentiment de... devenir trentenaire », selon Buck. Plusieurs chansons contiennent des arrangements de cordes écrits par le bassiste de Led Zeppelin John Paul Jones. Considéré par de nombreux critiques (ainsi que par Buck et Mills) comme le meilleur album du groupe], Automatic for the People se classe no 1 au Royaume-Uni et no 2 aux États-Unis. Il donne trois nouveaux tubes dans le top 40 américain : Drive, Man on the Moon et Everybody Hurts. L'album s'est vendu à près de dix millions d'exemplaires dans le monde. Comme pour Out of Time, il n'y a pas de tournée pour promouvoir l'album. La décision de ne pas tourner et l'aspect physique de Stipe généra alors des rumeurs selon lesquelles le chanteur allait mourir, qui furent démenties avec véhémence par le groupe.

### MonsteretNew Adventures in Hi-Fi(1994-1996)

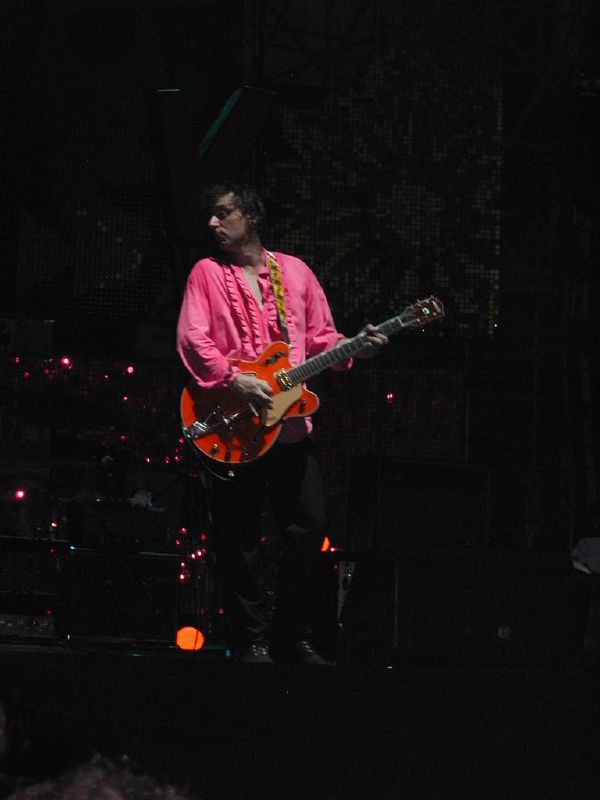
Peter Buck.

Après avoir publié deux albums calmes de suite, l'album de 1994, Monster est, comme Buck le décrit alors, « un disque rock, avec le rock entre guillemets ». Contrairement au son de ses prédécesseurs, la musique de Monster est basée sur des guitares distordues, un minimum d'overdubs et des touches de glam rock des années 1970. Comme Out of Time, Monster se hisse au sommet des classements de vente d'albums aux États-Unis et au Royaume-Uni. Le disque se vend à près de neuf millions d'exemplaires dans le monde. Les singles What's the Frequency, Kenneth? et Bang and Blame sont les derniers succès du groupe à entrer dans le Top 40 américain, alors que tous les singles tirés de Monster – y compris Crush With Eyeliner et Tongue sortis seulement au Royaume-Uni – se placent dans le Top 30 britannique.
En janvier 1995, R.E.M. entame sa première tournée depuis six ans. La tournée est un gros succès commercial, mais les temps sont difficiles pour le groupe. Le 1er mars, Berry s'effondre sur scène pendant un concert à Lausanne : il aurait été touché par un anévrisme cérébral. Opéré immédiatement, il est rétabli au bout d'un mois. L'anévrisme de Berry n'est que le début des problèmes de santé qu'allaient connaître les membres du groupe pendant le Monster Tour. Mills doit subir une opération chirurgicale pour une occlusion intestinale en juillet. Un mois plus tard, Stipe est également opéré en urgence pour une hernie. Malgré tous ces problèmes, le groupe enregistre les bases d'un nouvel album pendant la tournée. Le groupe a emporté des enregistreurs huit pistes pour capter ses concerts et utiliser les enregistrements comme éléments de base de l'album. Une fois la tournée achevée, le groupe retourne en studio et enregistre le reste de l'album.
R.E.M. re-signe avec Warner Bros. Records en 1996 pour une somme annoncée de 80 millions de dollars, le plus gros contrat de l'industrie musicale de l'époque. L'album de 1996, New Adventures in Hi-Fi commence par se classer no 2 aux États-Unis et no 1 au Royaume-Uni. Les cinq millions d'exemplaires vendus dans le monde montrent que la tendance du succès commercial du groupe est en train de s'inverser par rapport aux années précédentes. Christopher John Farley du Time soutient que les faibles ventes de l'album sont dues à la mauvaise qualité de l'enregistrement et au déclin commercial du rock alternatif en général. La même année, R.E.M. se sépare de son manager Jefferson Holt, à la suite des plaintes pour harcèlement sexuel déposées à son encontre par une personne travaillant au siège du groupe à Athens. L'avocat du groupe, Bertis Downs, prend alors à son compte les fonctions de manager.

### Départ de Berry etUp(1997-2000)

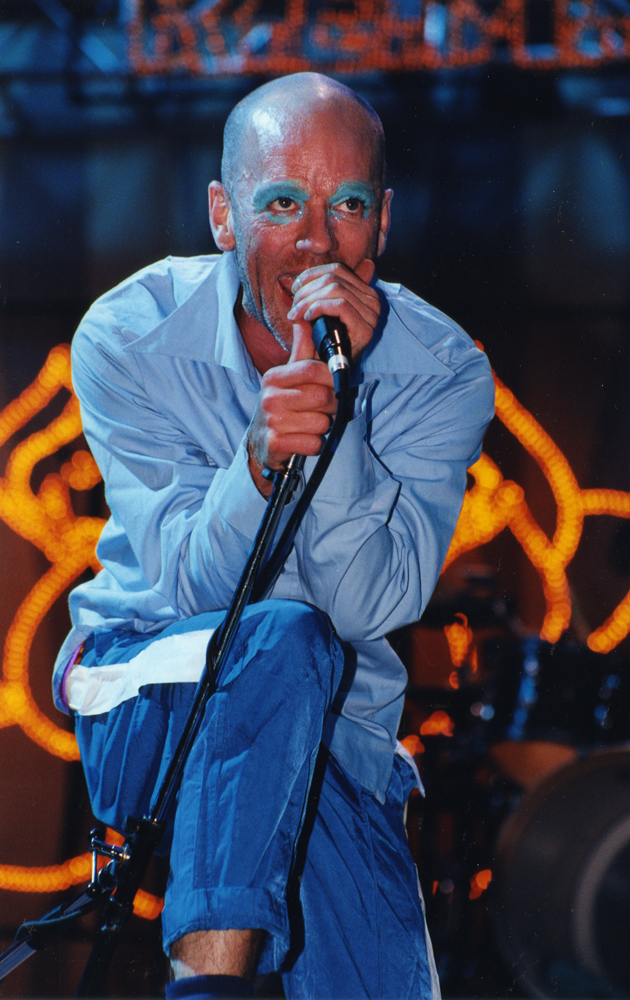
Michael Stipe au Festival de Glastonbury en 1999.

En avril 1997, le groupe se retrouve dans la maison de vacances de Buck à Kauai, Hawaï pour enregistrer les démos des chansons du prochain album. Le groupe cherche à réinventer son son et à intégrer des boucles de batterie et des expérimentations pour les percussions. Alors que les sessions allaient débuter en octobre, Berry décide, après des mois d'observations et de discussion avec Downs et Mills, d'annoncer aux autres membres du groupe qu'il les quitte. Berry leur dit qu'il ne partira pas si cela conduit à la fin du groupe. Stipe, Mills, et Buck acceptent de continuer en trio avec sa bénédiction. L'annonce publique du départ de Berry a lieu trois semaines après, en octobre 1997. Berry déclare alors à la presse : « Je ne suis plus aussi enthousiaste qu'auparavant pour continuer de faire ça. (...) J'ai le plus beau métier du monde. Mais je suis prêt à me poser et réfléchir, et peut-être ne plus être une pop-star. » Stipe reconnaît que le groupe sera différent sans un de ses contributeurs majeurs : « Pour moi, Mike et Peter, en tant que R.E.M., sommes-nous encore R.E.M. ? Je pense qu'un chien à trois pattes reste un chien. Il doit juste apprendre à courir différemment. »
Le groupe abandonne les sessions d'enregistrement prévues, à la suite du départ de Berry. « Sans Bill, c'était différent, perturbant », déclara Mills plus tard. « Nous ne savions pas exactement quoi faire. Nous ne pouvions pas répéter sans un batteur. » Les membres restants reprennent le travail sur l'album en février 1998 aux Toast Studios de San Francisco. Le groupe met alors fin à dix ans de collaboration avec Scott Litt et choisit Pat McCarthy pour produire l'album. Nigel Godrich est pris en tant que producteur assistant et amène avec lui l'ex-membre des Screaming Trees Barrett Martin et le batteur de tournée de Beck Joey Waronker. Les sessions sont tendues et le groupe est proche de la séparation. Bertis Downs décide une réunion d'urgence où le groupe résout ses problèmes et décide de continuer. Emmené par le single Daysleeper, Up (1998) commence par se classer dans le Top 10 aux États-Unis et au Royaume-Uni. Cependant, l'album est un échec relatif, vendu à 900 000 exemplaires aux États-Unis au milieu de l'année 1999 et à peine plus de 2 millions d'exemplaires dans le monde. Alors que les ventes américaines de R.E.M. déclinent, la base commerciale du groupe se déplace au Royaume-Uni, où le nombre d'albums de R.E.M. vendu par habitant est plus élevé que dans n'importe quel autre pays et où les singles se classent régulièrement dans le Top 20.
Un an après la sortie de Up, R.E.M. compose la musique du film retraçant la vie d'Andy Kaufman, Man on the Moon, une première pour le groupe. Le titre du film est tiré de la chanson du même nom qui figure sur l'album Automatic for the People. La chanson The Great Beyond parue en single est extraite de l'album de la bande originale du film. Elle se classe 57e en Amérique, mais obtient le meilleur classement jamais atteint par un single de R.E.M. au Royaume-Uni : no 3 en 2000.

### Reveal,In Time: The Best of R.E.M.etAround the Sun(2001-2005)

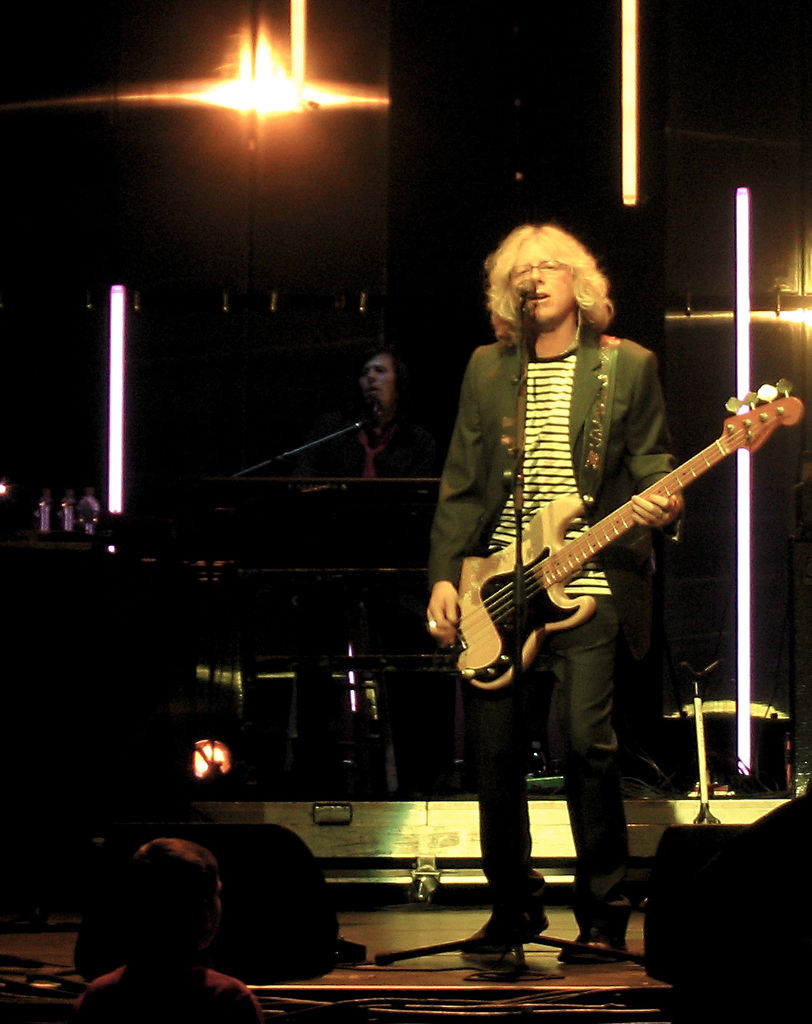
Mike Mills en 2004.

R.E.M. enregistre la majorité de son douzième album, Reveal (2001), au Canada et en Irlande de mai à octobre 2000. Reveal révèle le même « rythme lugubre » que Up, et comporte la participation de Joey Waronker à la batterie, des contributions de Scott McCaughey (un cofondateur du groupe The Minus 5 avec Buck) et du membre fondateur des Posies, Ken Stringfellow, aux claviers. Les ventes globales de l'album sont estimées à quatre millions d'exemplaires, mais aux États-Unis Reveal se vend dans les mêmes proportions que Up. Le premier single extrait de l'album, Imitation of Life, se classe no 6 au Royaume-Uni. Dans Rock's Backpages, Le Révérend Al Friston décrit l'album comme chargé de « beautés dorées dans tous ses tours et détours », par rapport au « travail guère convaincant » du groupe sur New Adventures in Hi-Fi et Up. De même, Rob Sheffield de Rolling Stone qualifie Reveal de « renouveau spirituel ancré dans un renouveau musical » et loue son « étonnante et perpétuelle beauté ».
En 2003, Warner Bros. sort la compilation In Time: The Best of R.E.M. 1988-2003, qui contient deux inédits, Bad Day et Animal. Cette même année, Berry fait une apparition surprise au cours d'un concert de R.E.M. à Raleigh, Caroline du Nord, chantant les chœurs sur Radio Free Europe. Il prend ensuite place derrière la batterie pour jouer sur l'une des toutes premières chansons du groupe, Permanent Vacation. C'est sa première apparition avec le groupe depuis leur séparation.
R.E.M. sort Around the Sun en 2004. Pendant la production de l'album en 2002, Stipe déclare : « L'album sonne comme s'il s'éloignait des deux précédents, vers des contrées inexplorées par R.E.M. Plutôt primitif et hurlant. » Après la sortie de l'album, Mills concède : « Je pense, honnêtement, qu'il s'est finalement avéré plus lent que prévu pour ce qui concerne la vitesse des chansons. » Around the Sun reçoit un accueil critique mitigé et se classe 13e dans le classement du Billboard. Le premier single de l'album, Leaving New York, devient un hit classé no 5 au Royaume-Uni.
Pour le disque et la tournée qui s'ensuit, le groupe engage un batteur à temps plein, Bill Rieflin, qui était auparavant membre de Ministry. Fin 2004, R.E.M. tourne avec Bruce Springsteen, Pearl Jam, Bright Eyes et d'autres lors de la tournée Vote for Change. Au cours de 2005, le groupe se lance dans sa première tournée mondiale depuis le Monster Tour dix ans plus tôt. Pendant cette tournée, R.E.M. participe au concert du Live 8 à Londres.

### The Best of the I.R.S. Years,R.E.M. LiveetAccelerate(2006-2008)
EMI, qui détient les droits du catalogue I.R.S., sort une compilation des premières années du groupe sur ce label, en septembre 2006, intitulée And I Feel Fine... The Best of the I.R.S. Years 1982-1987. Le DVD When the Light Is Mine qui contient des vidéos de la même époque sort simultanément. Le même mois, les quatre membres originels du groupe jouent ensemble au cours de leur cérémonie d'intronisation au Georgia Music Hall of Fame. Pendant les répétitions en vue de la cérémonie, le groupe enregistre une reprise de la chanson de John Lennon Number 9 Dream figurant sur l'album caritatif au profit d'Amnesty International, Instant Karma: The Amnesty International Campaign to Save Darfur. La chanson, parue en single, contient la première participation de Bill Berry à un enregistrement studio du groupe depuis son départ. En octobre 2006, R.E.M. est nommé pour entrer au Rock and Roll Hall of Fame dans sa première année d'éligibilité. Le groupe est l'un des cinq nommés qui accède au hall cette année-là, et la cérémonie a lieu le 12 mars 2007, au Waldorf-Astoria Hotel de New York. Le groupe, qui est intronisé par le chanteur du groupe Pearl Jam Eddie Vedder, joue quatre morceaux ce soir-là avec Bill Berry.
Le travail pour le quatorzième album du groupe, Accelerate, commence début 2007. Le groupe enregistre avec le producteur Jacknife Lee à Vancouver et Dublin, où il se produit cinq soirées à l'Olympia Theatre du 30 juin au 5 juillet pour des working rehearsal (« répétitions de travail »). Stipe déclare à propos de ces dates : « Retourner à Dublin pour nos répétitions live cet été nous a offert le départ idéal pour notre prochain album » et qu'il « entend prendre une longueur d'avance ».
R.E.M. Live, le premier album live du groupe (comprenant des chansons d'un concert à Dublin en 2005), sort en octobre 2007. Au début de l'année 2008, Accelerate, le quatrième album studio du groupe depuis le départ de Bill Berry voit le jour. Le disque est très court, il ne dure que 34 minutes et 39 secondes mais il marque un véritable retour aux sources. En effet, comme avec Monster en 1994, R.E.M. revient sur le devant de la scène avec un son beaucoup plus rock.

### Live at The Olympia in DublinetCollapse into Now(2009-2011)
Le 27 octobre 2009, R.E.M. sort un double album live intitulé Live at The Olympia. Le disque comprend trente-neuf chansons enregistrées lorsque le groupe travaillait à Dublin sur ses working rehearsal entre le 30 juin et le 5 juillet 2007 à l'Olympia Theatre de Dublin. Les titres présents qui ne font pas partie de l'album Accelerate, sont en majorité issus de l'époque où le groupe était sous le label I.R.S.
Le 26 octobre 2010, est édité R.E.M. Live from Austin, TX, le DVD d'un concert enregistré le 13 mars 2008 dans le cadre de l'émission musicale Austin City Limits. Durant ce même mois d'octobre, le groupe annonce sur son site internet que Collapse into Now sera le nom de leur nouvel album studio et qu'il devrait paraître au printemps 2011. Ce quinzième opus enregistré à Berlin, Nashville et à La Nouvelle-Orléans, est à nouveau produit par Jacknife Lee, qui officiait déjà sur Accelerate. De plus, les artistes Patti Smith, Lenny Kaye, Joel Gibb, Peaches et le chanteur Eddie Vedder du groupe Pearl Jam, ont chacun collaboré sur un morceau de l'album. Collapse into Now paraît officiellement le 7 mars 2011 en Europe, et un jour plus tard en Amérique du Nord.

### Séparation et dernière compilation (2011)
Le 21 septembre 2011, le groupe fait savoir officiellement sur son site qu'il se sépare. Cette séparation intervient quelques semaines seulement après la sortie de leur dernier album Collapse into Now, après trente et un ans de carrière. Le groupe sort néanmoins le 15 novembre 2011, une dernière compilation Part Lies, Part Heart, Part Truth, Part Garbage 1982–2011 couvrant l'ensemble de leur carrière et comprenant pour la première fois des titres issus de la période I.R.S et de la période Warner Bros. Records. Trois ultimes chansons inédites, A Month of Saturdays, We All Go Back to Where We Belong et Hallelujah, enregistrées en juillet 2011 à Athens, sont notamment présentes sur cette compilation.

## Style musical
Dans une interview de 1988, Peter Buck décrit les chansons typiques de R.E.M. comme étant de « tonalité mineure, mid-tempo, énigmatiques, des ballades semi-folk-rock. C'est ce que tout le monde pense et d'une certaine manière, c'est vrai ». Toutes les chansons sont créditées à l'ensemble du groupe, même si certains membres sont parfois seuls auteurs de la majorité de certaines chansons. Chaque membre a une part égale dans le vote au moment de la composition d'une chanson ; cependant, Buck a reconnu que Stipe, en tant que parolier du groupe, peut rarement être convaincu de suivre une idée s'il n'y est pas favorable. Dans la formation d'origine, il y avait un partage des tâches : Stipe écrivait les paroles et composait les mélodies, Buck entraînait le groupe vers de nouvelles directions musicales, et Mills et Berry peaufinaient les compositions grâce à leur meilleure expérience musicale].
Michael Stipe chante « d'une manière incantatoire, pénétrante et oscillatoire » que le biographe de R.E.M., David Buckley, compare aux artistes de folk celtique et aux muezzins musulmans. Stipe harmonise souvent avec Mills dans les chansons ; sur le refrain de Stand, Mills et Stipe alternent au chant, créant un dialogue. Les premiers articles consacrés au groupe focalisent souvent sur la manière de chanter de Stipe (décrite comme des « marmonnements » par le Washington Post), qui rend souvent ses paroles incompréhensibles. John Morthland du magazine Creem écrit dans sa chronique de Murmur « Je n'ai toujours aucune idée de ce dont parlent les chansons, parce que ni moi, ni personne d'autre que je connaisse n'a été capable de distinguer les paroles de R.E.M. ». Stipe commenta en 1984 : « C'est juste ma manière de chanter. Si j'essaie de la contrôler, ça sonnerait plutôt faux ». Le producteur Joe Boyd convainquît Stipe de commencer à chanter de manière plus distincte lors de l'enregistrement de Fables of the Reconstruction.
Stipe a affirmé que la plupart de ses premières paroles n'avaient « pas de sens », déclarant lors d'un chat sur internet en 1994 : « Vous savez tous qu'il n'y a pas de mots, per se, pour beaucoup de choses des débuts. Je n'arrive même pas à me le rappeler. » En vérité, beaucoup des premières chansons de R.E.M. ont des paroles clairement définies que Stipe a écrites avec soin. Stipe expliqua en 1984 que quand il a commencé à écrire des paroles, elles n'étaient que de « simples images », mais après une année, il en eut assez de cette approche et « commença à expérimenter avec des textes qui n'avaient pas forcément un sens linéaire, et tout est parti de là ». Au milieu des années 1980, comme la prononciation du chant de Stipe devint plus claire, le groupe décida que ses paroles devraient transmettre des idées, au sens littéral. Mills explique : « Après avoir fait trois disques, avoir écrit plusieurs chansons qui sont devenues progressivement meilleures au niveau des paroles, l'étape suivante serait d'avoir quelqu'un qui te pose la question « est-ce que tu dis vraiment quelque chose ? » et Michael eut alors la confiance suffisante pour répondre oui... ». Des chansons comme Cuyahoga et Fall on Me sur Lifes Rich Pageant traitent de sujets comme la pollution. Stipe intègre des considérations plus politiques dans les paroles des albums Document et Green. « Notre engagement politique et le contenu de nos chansons étaient juste une réaction à ce que nous étions, et ce qui nous entouraient, qui était une horreur abjecte ». Alors que Stipe a continué à écrire des chansons sur des sujets politiques, comme Ignoreland et Final Straw, les derniers albums se sont concentrés sur d'autres sujets. Automatic for the People traite de la « mort et du deuil. Plutôt des choses gonflées », selon Stipe, alors que Monster critique l'amour et la culture de masse.
Le style de jeu de guitare de Peter Buck a souvent été cité comme l'un des éléments les plus distinctifs de la musique de R.E.M. Pendant les années 1980, le style « économique, en arpège, poétique » de Buck rappelle aux journalistes musicaux britanniques le groupe de folk rock américain des années 1960 The Byrds. Buck admet que « le guitariste des Byrds, Roger McGuinn a eu une grosse influence sur [lui] en tant que guitariste ». Des comparaisons ont aussi été faites avec le style de jeu du guitariste Johnny Marr du groupe de rock contemporain The Smiths. Bien qu'il ait déclaré être un fan de ce groupe, il a reconnu l'avoir initialement critiqué simplement parce qu'il était fatigué d'être interrogé par des fans lui demandant s'il était influencé par Marr. Buck, en général, évite les solos de guitare ; il explique en 2002 : « Je sais que quand les guitaristes se lancent dans un grand solo, les gens deviennent fous, mais je n'écris pas des chansons qui correspondent à ça et ça ne m'intéresse pas. Je peux le faire si je le dois, mais je n'aime pas ça ». L'approche mélodique de Mike Mills sur sa basse s'inspire de celui de Paul McCartney et Chris Squire du groupe Yes ; Mills a déclaré : « Je joue toujours une basse mélodique, comme une basse jouée au piano d'une certaine manière... Je n'ai jamais voulu jouer de manière traditionnelle, calé sur la grosse caisse, jouant la note de base ». Mills avait plus de pratique musicale que ses partenaires, ce qui « rendit plus facile de rendre concrètes des idées musicales abstraites ».

## Influence et héritage
R.E.M. a été une pierre angulaire dans la création et le développement du courant rock alternatif. AllMusic constate que « R.E.M. symbolise le moment où le post-punk se transforme en rock alternatif ». Influencé par des groupes comme The Beach Boys, The Byrds, Creedence Clearwater Revival, The Rolling Stones et Patti Smith, le rock alternatif de R.E.M., au début des années 1980 contraste avec le post-punk et les courants new wave qui l'ont précédé. Le journaliste musical Simon Reynolds note que le mouvement post-punk de la fin des années 1970 et du début des années 1980 « avait fait disparaître des pans entiers de musique de la carte du menu », en particulier celle des années 1960, et qu'« après la démystification du post-punk et des schémas de la new-pop, il était libératoire d'entendre une musique ancrée dans un émerveillement mystique et un abandon menant au septième ciel. » Reynolds déclare que R.E.M., un groupe qui rappelle la musique des années 1960 avec ses « carillons retentissants de guitare et ses vocaux inspirés du folk » et qui « mêle de manière mélancolique et abstraite les visions et les nouvelles frontières de l'Amérique », est l'un des « deux plus importants groupes de rock alternatif contemporain ».
Avec la parution de Murmur, R.E.M. eut le plus gros impact musical et commercial de tous les premiers groupes alternatifs, entraînant avec lui un certain nombre de groupes de jangle pop. Le succès précoce de R.E.M. a servi d'inspiration pour d'autres groupes alternatifs. Le magazine Spin fait référence au « modèle R.E.M. » - les choix de carrière qu'a fait R.E.M. ont montré la voie à suivre pour les autres artistes. Charles Aaron écrit en 1985, « Ils ont montré jusqu'où un groupe de rock underground d'inspiration punk pouvait aller dans l'industrie musicale sans compromettre son intégrité musicale. Ils ont montré comment gagner, et non pas se vendre, ils ont réalisé le rêve bohémien américain ». Steve Wynn, du groupe Dream Syndicate, déclare « Ils ont inventé un nouveau jeu pour tous les autres groupes quels qu'ils soient Sonic Youth, The Replacements, Pearl Jam, Nirvana, Radiohead, Travis, Counting Crows, Live, Butthole Surfers ou Grant Lee Buffalo. R.E.M. définit les règles. Musicalement, les groupes étaient différents, mais R.E.M. a été le premier à nous montrer comment on pouvait être énorme tout en restant cool ». Le biographe David Buckley constate qu'entre 1991 et 1994, une période durant laquelle on estime les ventes du groupe à trente millions d'albums, R.E.M. « s'affirmaient eux-mêmes comme les rivaux de U2 au titre de plus grand groupe de rock de la planète ».
Plus tard, d'autres groupes alternatifs tels que Nirvana, Pavement et Live ont puisé leur inspiration dans la musique de R.E.M. « Quand j'avais 15 ans à Richmond, Virginia, ils tenaient une place très importante dans ma vie », déclare Bob Nastanovich de Pavement, « ainsi que pour tous les autres membres de notre groupe. » Pavement a consacré une chanson, Unseen Power of the Picket Fence, qui figure sur la compilation No Alternative (1993), aux premiers albums de R.E.M. Kurt Cobain de Nirvana était un fan de R.E.M., et envisageait de collaborer à un projet musical avec Stipe avant sa mort en avril 1994. Cobain déclarait à Rolling Stone au cours d'une interview un an auparavant : « Je ne sais pas comment ce groupe fait ce qu'il fait. Dieu, ce sont les meilleurs. Ils ont négocié leur succès comme des dieux, et ils continuent à donner de la bonne musique. »

## Engagements militants
Tout au long de la carrière du groupe, ses membres ont cherché à mettre en avant des questions politiques et sociales. D'après le Los Angeles Times, R.E.M. est considéré comme l'un des « plus progressistes et politiquement corrects » des groupes de rock américains. Les membres du groupe ont sensiblement les mêmes idéaux politiques, partageant une vision libertaire et progressiste. Mills reconnait qu'il y a parfois des dissensions entre les membres du groupe pour savoir quelle cause ils devraient soutenir, mais concède : « en dehors du respect pour la personne qui n'est pas d'accord, ces discussions restent entre nous, simplement parce que nous n'avons pas intérêt à ce que tout le monde sache où sont les divisions, de sorte que personne ne peut les exploiter pour ses propres intérêts. » Un exemple : en 1990, Buck indique que Stipe était impliqué avec People for the Ethical Treatment of Animals, mais que le reste du groupe ne l'était pas,.
R.E.M. a aidé à lever des fonds pour des causes humanitaires, féministes et environnementalistes et s'est engagé dans des campagnes pour encourager le recensement électoral. Pendant la tournée Green, Stipe prenait le temps, pendant le concert, d'informer le public sur plusieurs questions socio-politiques d'actualité. À la fin des années 1980 et durant les années 1990, le groupe (et plus particulièrement Stipe) utilise de manière croissante sa couverture médiatique à la télévision américaine pour sensibiliser le public à de multiples causes qu'il considère comme importantes. Par exemple, lors de la cérémonie des MTV Video Music Awards en 1991, Stipe portait une demi-douzaine de t-shirts différents affichant des slogans militants, dont « rainforest », « love knows no colors », et « handgun control now, ». R.E.M. a aidé à sensibiliser à la cause de Aung San Suu Kyi et aux violations des droits de l'Homme en Birmanie, en participant à la Freedom Campaign et à l'US Campaign for Burma. Le groupe participa en 2004 à la tournée baptisée Vote for Change, qui avait pour but de mobiliser les électeurs américains pour soutenir le candidat démocrate John Kerry. Les engagements politiques de R.E.M., en particulier venant d'un groupe de rock qui marche bien et sous contrat avec une multinationale, a parfois fait l'objet de critiques. L'éditorialiste du magazine Q Paul Du Noyer a critiqué le « progressisme de célébrité » du groupe, déclarant : « C'est une forme de rébellion indolore qu'ils adoptent. Il n'y a aucun risque là-dedans, mais plutôt l'assurance de la fidélisation de la clientèle. Et quand je lis dans leurs déclarations qu'ils sont fâchés de l'élection du président George W. Bush, j'entends juste le son des nounours démocrates jetés hors du lit. »
Depuis la fin des années 1980, R.E.M. s'est impliqué dans la politique locale de sa ville d'origine, Athens en Georgie. Buck a expliqué au magazine Sounds en 1987 : « Michael a toujours dit : "penser localement et agir localement" ; nous avons fait beaucoup de choses dans notre ville pour essayer de la rendre meilleure. » Le groupe a régulièrement donné des fonds pour des actions de charité locales et pour aider à la rénovation et à la préservation des bâtiments historiques de la ville. Le poids politique de R.E.M. est à mettre au crédit de l'élection serrée, par deux fois dans les années 1990, du maire d'Athens, Gwen O'Looney.

## Discographie

### EP
- 1981 : Chronic Town

### Albums studio
- 1983 : Murmur
- 1984 : Reckoning
- 1985 : Fables of the Reconstruction
- 1986 : Lifes Rich Pageant
- 1987 : Document
- 1988 : Green
- 1991 : Out of Time
- 1992 : Automatic for the People
- 1994 : Monster
- 1996 : New Adventures in Hi-Fi
- 1998 : Up
- 2001 : Reveal
- 2004 : Around the Sun
- 2008 : Accelerate
- 2011 : Collapse into Now

### Albumslive
- 1981 : R.E.M. So Much Younger Then, concert au Tyrone's, à Athens, enregistré le 10 avril 1981
- 2007 : R.E.M. Live, concert au Point Depot, à Dublin, enregistré le 27 février 2005
- 2009 : Live at The Olympia, concert à l'Olympia, à Dublin, enregistré entre les 30 juin et 5 juillet 2007
- 2014 : Unplugged 1991/2001: The Complete Sessions, série de sessions acoustiques

### Bande originale
- 1999 : Man on the Moon: Music from the motion picture

### Compilations
- 1987 : Dead Letter Office (raretés et faces B)
- 1988 : Eponymous
- 1994 : Singles Collected (IRS years) (en)
- 2003 : In Time: The Best of R.E.M. 1988-2003
- 2006 : And I Feel Fine… The Best of the I.R.S. Years 1982-1987
- 2011 : Part Lies, Part Heart, Part Truth, Part Garbage 1982-2011

### Internet
- 2002 : r.e.m.IX (remixes de l'album Reveal, sortis sur le site officiel du groupe)
- 2003 : Vancouver Rehearsal Tapes (exclusivité iTunes)
- 2006 : iTunes Originals - R.E.M. (exclusivité iTunes)
- 2008 : Live from London (exclusivité iTunes)

### Vidéographie
- 1987 : Succumbs
- 1990 : Tourfilm (concert)
- 1990 : Pop Screen
- 1991 : This Film Is On (clips)
- 1991 : Parallel (clips)
- 1996 : Road Movie (concert à Atlanta, Géorgie, novembre 1995)
- 2004 : Perfect Square (concert à Wiesbaden, Allemagne, 19 juillet 2003)
- 2004 : In View - The Best of R.E.M. 1988-2003 (clips)
- 2006 : When the light is mine (clips, apparitions TV et interviews)
- 2010 : R.E.M. Live from Austin, TX (concert)
- 2014 : R.E.M. TV (coffret de concerts et documentaire R.E.M. by MTV)
- 2015 : R.E.M. by MTV (documentaire)

## Classements

### Albums studio
| Année | Titre                        | Positions charts | Positions charts | Positions charts | Positions charts | Positions charts | Positions charts | Positions charts | Positions charts | Positions charts |
| Année | Titre                        | US               | DE               | AT               | CH               | UK               | NZ               | FRA              | FIN              | SWE              |
| ----- | ---------------------------- | ---------------- | ---------------- | ---------------- | ---------------- | ---------------- | ---------------- | ---------------- | ---------------- | ---------------- |
| 1983  | Murmur                       | 36               | –                | –                | –                | –                | –                | –                | –                | –                |
| 1984  | Reckoning                    | 27               | –                | –                | –                | 91               | –                | –                | –                | –                |
| 1985  | Fables of the Reconstruction | 28               | –                | –                | –                | 35               | –                | –                | –                | –                |
| 1986  | Lifes Rich Pageant           | 21               | –                | –                | –                | 43               | –                | –                | –                | –                |
| 1987  | Document                     | 10               | –                | –                | –                | 28               | –                | –                | –                | –                |
| 1988  | Green                        | 12               | –                | –                | –                | 27               | –                | –                | –                | –                |
| 1991  | Out of Time                  | 1                | –                | 1                | 3                | 1                | –                | 80               | –                | 7                |
| 1992  | Automatic for the People     | 2                | 2                | 3                | 3                | 1                | 1                | 9                | –                | 7                |
| 1994  | Monster                      | 1                | 2                | 1                | 1                | 1                | 1                | 11               | –                | 1                |
| 1996  | New Adventures in Hi-Fi      | 2                | 1                | 1                | 1                | 1                | 1                | 6                | 1                | 1                |
| 1998  | Up                           | 3                | 1                | 1                | 7                | 2                | 38               | 9                | 10               | 2                |
| 2001  | Reveal                       | 6                | 1                | 1                | 1                | 1                | 10               | 4                | 3                | 2                |
| 2004  | Around the Sun               | 13               | 1                | 1                | 1                | 1                | 12               | 9                | 3                | 1                |
| 2008  | Accelerate                   | 2                | 2                | 2                | 1                | 1                | 5                | 17               | 10               | 7                |
| 2011  | Collapse into Now            | 5                | 1                | 2                | 1                | 5                | 10               | 31               | 17               | 9                |

### Singles
| Année | Titre                                                     | Position charts | Position charts | Position charts | Position charts | Position charts | Position charts | Position charts | Position charts | Position charts | Position charts |
| Année | Titre                                                     | US              | DE              | AT              | CH              | UK              | NZ              | AUS             | FRA             | FIN             | SWE             |
| ----- | --------------------------------------------------------- | --------------- | --------------- | --------------- | --------------- | --------------- | --------------- | --------------- | --------------- | --------------- | --------------- |
| 1981  | Radio Free Europe (Hib-Tone)                              | –               | –               | –               | –               | –               | –               | –               | –               | –               | –               |
| 1983  | Radio Free Europe                                         | 78              | –               | –               | –               | –               | –               | –               | –               | –               | –               |
| 1983  | Talk About the Passion                                    | –               | –               | –               | –               | –               | –               | –               | –               | –               | –               |
| 1984  | So. Central Rain (I’m Sorry)                              | 85              | –               | –               | –               | –               | –               | –               | –               | –               | –               |
| 1984  | (Don’t Go Back To) Rockville                              | –               | –               | –               | –               | –               | –               | –               | –               | –               | –               |
| 1985  | Can’t Get There from Here                                 | –               | –               | –               | –               | –               | –               | –               | –               | –               | –               |
| 1985  | Driver 8                                                  | –               | –               | –               | –               | –               | –               | –               | –               | –               | –               |
| 1985  | Wendell Gee                                               | –               | –               | –               | –               | 91              | –               | –               | –               | –               | –               |
| 1986  | Fall On Me                                                | 94              | –               | –               | –               | –               | –               | –               | –               | –               | –               |
| 1986  | Superman                                                  | –               | –               | –               | –               | –               | –               | –               | –               | –               | –               |
| 1987  | The One I Love                                            | 9               | –               | –               | –               | –               | –               | –               | –               | –               | –               |
| 1987  | It’s the End of the World as We Know It (And I Feel Fine) | –               | –               | –               | –               | –               | –               | –               | –               | –               | –               |
| 1987  | Finest Worksong                                           | –               | –               | –               | –               | –               | –               | –               | –               | –               | –               |
| 1989  | Stand                                                     | 6               | –               | –               | –               | 48              | –               | –               | –               | –               | –               |
| 1989  | Orange Crush                                              | –               | –               | –               | –               | 28              | –               | 15              | –               | –               | –               |
| 1989  | Pop Song 89                                               | 86              | –               | –               | –               | –               | –               | –               | –               | –               | –               |
| 1989  | Get Up                                                    | –               | –               | –               | –               | –               | –               | –               | –               | –               | –               |
| 1991  | Losing My Religion                                        | 4               | -               | 6               | 11              | 19              | –               | 11              | 3               | –               | 3               |
| 1991  | Shiny Happy People (feat. Kate Pierson de The B-52’s)     | 10              | 10              | 14              | –               | 6               | –               | 19              | 10              | –               | 14              |
| 1991  | Near Wild Heaven                                          | –               | 46              | –               | –               | 27              | –               | –               | –               | –               | –               |
| 1991  | The One I Love (nouvelle publication)                     | –               | 81              | –               | –               | 16              | –               | –               | –               | –               | –               |
| 1991  | Radio Song                                                | –               | –               | –               | –               | 28              | –               | –               | –               | –               | –               |
| 1992  | Drive                                                     | 28              | 13              | 11              | 7               | 11              | –               | 34              | –               | –               | 24              |
| 1992  | Man on the Moon                                           | 30              | 34              | 24              | –               | 18              | –               | 39              | –               | –               | –               |
| 1993  | The Sidewinder Sleeps Tonite                              | –               | 61              | –               | –               | 17              | –               | –               | –               | –               | –               |
| 1993  | Everybody Hurts                                           | 29              | 1               | –               | –               | 7               | –               | 6               | 3               | –               | –               |
| 1993  | Nightswimming                                             | –               | 93              | –               | –               | 27              | –               | –               | –               | –               | –               |
| 1993  | Find the River                                            | –               | –               | –               | –               | 54              | –               | –               | –               | –               | –               |
| 1994  | What's the Frequency, Kenneth?                            | 21              | 74              | 21              | 22              | 9               | 4               | 24              | –               | –               | 21              |
| 1994  | Bang and Blame                                            | 15              | 74              | –               | –               | 19              | 17              | 29              | 44              | –               | –               |
| 1995  | Crush with Eyeliner                                       | –               | –               | –               | –               | 23              | –               | –               | –               | –               | –               |
| 1995  | Strange Currencies                                        | 47              | –               | –               | –               | 9               | –               | –               | –               | –               | –               |
| 1995  | Tongue                                                    | –               | –               | –               | –               | 13              | –               | –               | –               | –               | –               |
| 1996  | E-Bow the Letter (feat. Patti Smith)                      | –               | 65              | 27              | 22              | 4               | 32              | 23              | –               | 11              | 21              |
| 1996  | Bittersweet Me                                            | 46              | 93              | –               | –               | 19              | –               | –               | –               | –               | –               |
| 1996  | Electrolite                                               | 96              | 83              | –               | –               | 29              | –               | –               | –               | 20              | –               |
| 1997  | How the West Was Won and Where It Got Us                  | –               | –               | –               | –               | –               | –               | –               | –               | –               | –               |
| 1998  | Daysleeper                                                | 57              | 57              | 17              | 49              | 6               | 18              | –               | –               | –               | 46              |
| 1998  | Lotus                                                     | –               | –               | –               | –               | 26              | 50              | –               | –               | –               | 60              |
| 1999  | At My Most Beautiful                                      | –               | –               | –               | –               | 10              | –               | –               | –               | –               | –               |
| 1999  | Suspicion                                                 | –               | –               | –               | –               | –               | –               | –               | –               | –               | –               |
| 1999  | The Great Beyond                                          | 57              | 56              | –               | 72              | 3               | –               | 25              | –               | –               | 52              |
| 2001  | Imitation of Life                                         | 83              | 35              | 19              | 27              | 6               | 18              | 32              | 99              | 14              | 32              |
| 2001  | All the Way to Reno (You're Gonna Be a Star)              | –               | 92              | –               | –               | 24              | –               | –               | –               | –               | –               |
| 2001  | I’ll Take the Rain                                        | –               | –               | –               | –               | 44              | –               | –               | –               | –               | –               |
| 2003  | Bad Day                                                   | –               | 39              | 45              | 39              | 8               | –               | 22              | –               | –               | 43              |
| 2004  | Animal                                                    | –               | –               | –               | –               | 33              | –               | –               | –               | –               | –               |
| 2004  | Leaving New York                                          | –               | 16              | 32              | 18              | 5               | –               | –               | –               | –               | 11              |
| 2005  | Aftermath                                                 | –               | 78              | –               | –               | 41              | –               | –               | –               | –               | 59              |
| 2005  | Electron Blue                                             | –               | –               | –               | –               | 26              | –               | –               | –               | –               | –               |
| 2005  | Wanderlust                                                | –               | –               | –               | –               | 27              | –               | –               | –               | –               | –               |
| 2008  | Supernatural Superserious                                 | 85              | 26              | 26              | 21              | 54              | –               | –               | –               | –               | 17              |
| 2008  | Hollow Man                                                | –               | –               | –               | –               | –               | –               | –               | –               | –               | –               |
| 2008  | Man-Sized Wreath                                          | –               | –               | –               | –               | –               | –               | –               | –               | –               | –               |
| 2008  | Until the Day Is Done                                     | –               | –               | –               | 49              | –               | –               | –               | –               | –               | –               |
| 2011  | Mine Smell Like Honey                                     | –               | –               | –               | –               | –               | –               | –               | –               | –               | –               |
| 2011  | ÜBerlin                                                   | –               | –               | –               | –               | –               | –               | –               | –               | –               | –               |
| 2011  | Oh My Heart                                               | –               | 46              | 47              | 60              | –               | –               | –               | –               | –               | –               |
| 2011  | All the Best / It Happened Today                          | –               | –               | –               | –               | –               | –               | –               | –               | –               | –               |
| 2011  | We All Go Back to Where We Belong                         | –               | –               | –               | –               | –               | –               | –               | –               | –               | –               |